# Gulbukig frötangara
Gulbukig frötangara (Sporophila nigricollis) är en fågel i familjen tangaror inom ordningen tättingar.

## Utseende
Gulbukig frötangara är en liten finkliknande fågel. Hanen är rätt karakteristisk med gul buk (dock ibland mycket ljus), mörkt på bröstet och i ansiktet samt en olivbrun rygg. Ofta syns suddiga mörka teckningar nerför flankerna. Näbben är ljust silvergrå. Honan är mycket lik många andra frötangaror, men tenderar att vara varmare i färgerna och med gulaktig ton på undersidan.

## Utbredning och systematik
Gulbukig frötangara delas in i tre underarter:
- S. n. nigricollis – förekommer från södra Costa Rica till nordöstra Argentina, Brasilien, Trinidad, Tobago och Grenada
- S. n. vivida (syn. olivacea[4]) – förekommer i sydvästra Colombia (Nariño) och västra Ecuador
- S. n. inconspicua – förekommer i Anderna i Peru (i söder till Cusco)

## Levnadssätt
Gulbukig frötangara hittas i öppna gräsrika områden, ibland nära skogsbryn men också i jordbruksbygd. Den ses vanligen i flockar eller par.

## Status och hot
Arten har ett stort utbredningsområde och tros öka i antal. Internationella naturvårdsunionen IUCN listar den därför som livskraftig (LC).